# Martin Shaw
Martin Shaw (* 21. ledna 1945, Birmingham, Anglie) je anglický herec. Jeho otec je inženýr a jeho matka se profesionálně (a velmi úspěšně) věnovala společenskému tanci. V mládí se stal obětí brutálního přepadení, po němž jeho lícní kost musela být nahrazena plastovou. Od té doby nepije alkohol a je vegetariánem. Rovněž se věnuje charitě (například týraným zvířatům). Jeho největším koníčkem je letectví – vlastní pilotní licenci a dvouplošník Boeing Stearman. Byl třikrát ženatý; jeho děti Joe, Luke a Sophie se rovněž věnují herectví. Je znám postavou Doyla ze seriálu Profesionálové.
Na divadle debutoval ve věku tří let po boku svých rodičů. Ve škole se věnoval literatuře a divadlu. Po střední škole (jeho spolužákem ve třídě byl Steve Winwood) se proto přestěhoval do Londýna, kde vystudoval LAMDA (London Academy of Music and Dramatic Art). Hrál v mnoha televizních i divadelních představeních. Rovněž namluvil mnoho audioknih; a v roce 2006 dělal průvodce pořadem o letadlech (v němž se objevil v kokpitu Spitfiru) pro Discovery Channel, čímž navázal na jiný projekt z onoho roku, kde se objevil na DVD o návratu letounů Supermarine Spitfire a Hawker Hurricane z Anglie na Maltu.

## Televizní a filmové role (výběr)
- Doktor v domě (1969 – 1971)
- Macbeth (1974), Banquo
- Zlatá Sindibádova cesta (1974), Rašíd
- Operace Daybreak (1975), Čurda - natáčelo se v Čechách
- Profesionálové (1977 – 1981), Ray Doyle
- Pes baskervillský (1983), Sir Henry Baskerville – ve filmu se objevili i Nicholas Clay a Glynis Barberová
- The Last Place on Earth (1985), Robert Falcon Scott
- Rhodes (1997), Cecil Rhodes
- Červený bedrník (1999), Chauvelin – seriál se natáčel v ČR
- Death in Holy Orders (2003), Adam Dalgliesh
- Inspektor George Gently (2021), titulní role

## Divadelní role (výběr)
- Ohlédni se v hněvu (1968), Cliff Lewis
- Tramvaj do stanice Touha (1974), Stanley Kowalski
- The Country Girl (1983), ředitel
- Ideální manžel (1992), Lord Goring
- Člověk pro každé počasí (2005/2006), Sir Thomas More

## Audioknihy
- The Hobbit
- The Silmarillion
- Gulliver's Travels
- Wuthering Heights